# Bondinho do Pão de Açúcar
O Bondinho do Pão de Açúcar é um teleférico localizado no bairro da Urca, no município do Rio de Janeiro, no estado do Rio de Janeiro, no Brasil. Liga a Praia Vermelha ao Morro da Urca e ao Morro do Pão de Açúcar.
É uma das principais atrações turísticas da cidade. Foi inaugurado (o seu primeiro trecho, entre a Praia Vermelha e o Morro da Urca) em 27 de outubro de 1912 e, desde então, já transportou cerca de 37 milhões de pessoas, mantendo uma média atual de 2 500 visitantes por dia.
O seu nome vem da semelhança dos carros do teleférico com os bondes que circulavam no Rio de Janeiro à época de sua inauguração. O Bondinho é privatizado, administrado pela concessionária Companhia Caminho Aéreo Pão de Açúcar, empresa criada pelo idealizador do projeto, o engenheiro Augusto Ferreira Ramos, desde a sua construção.

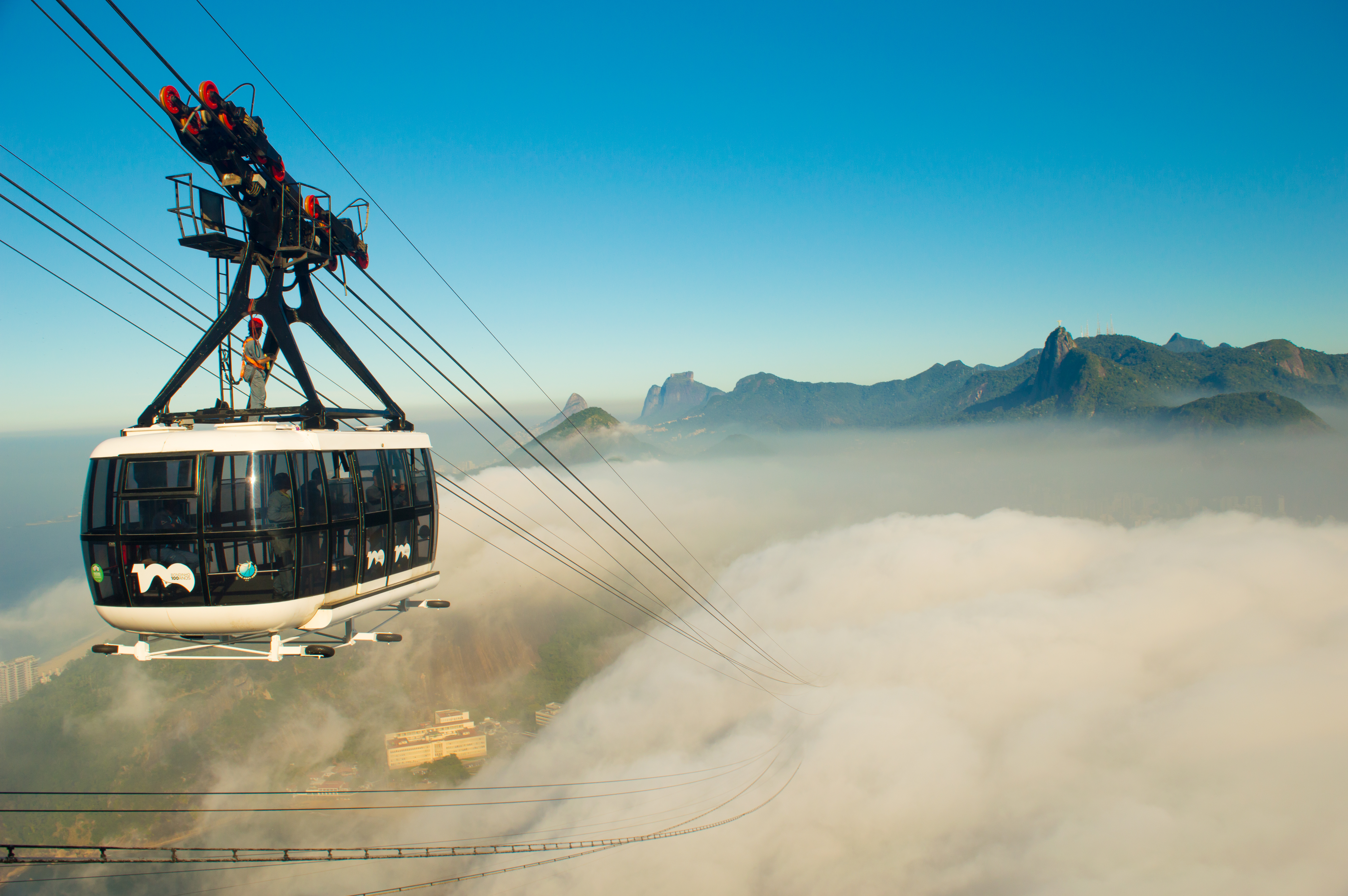
Manutenção sobre o Bondinho Pão de Açúcar.

## Histórico

### Construção

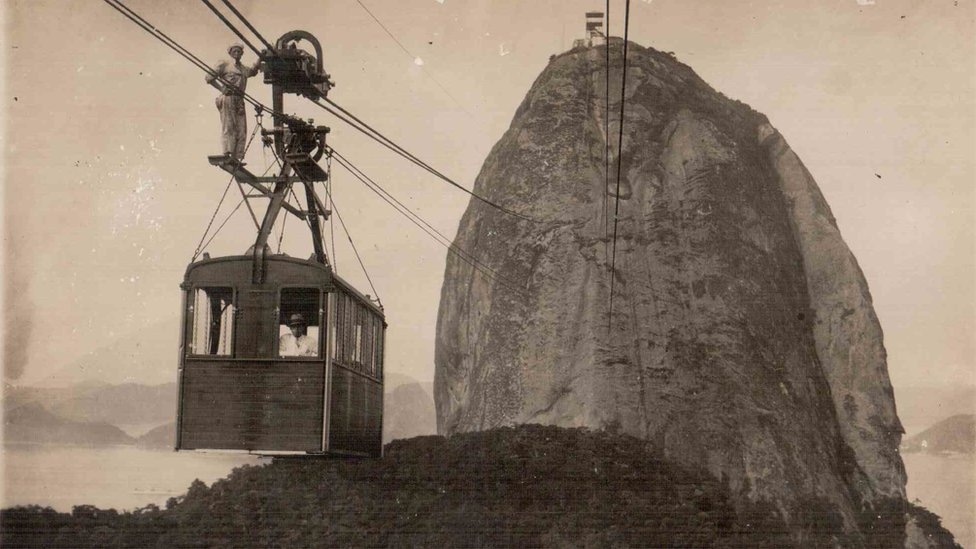
Bondinho por volta de 1910.

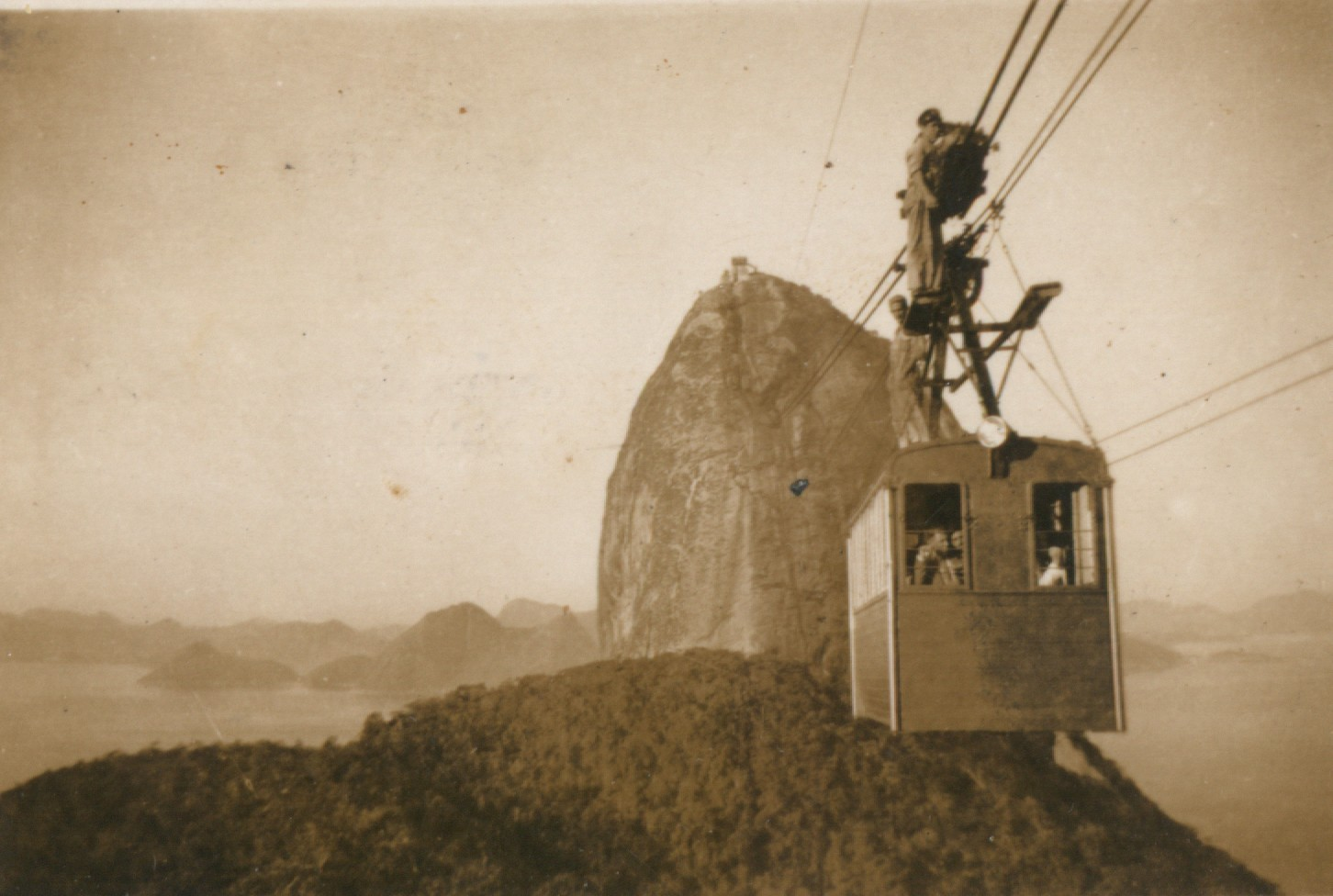
Operários fazem a manutenção nos anos 1940 (por Luiz Otto Koehne).

A vista da Baía da Guanabara, considerada uma das paisagens mais belas do mundo, era o atrativo que levava curiosos e alpinistas a escalar o Pão de Açúcar, já em fins do século XIX. O desenvolvimento das técnicas de engenharia e a realização da Exposição Nacional Comemorativa do 1º Centenário da Abertura dos Portos do Brasil, em 1908, no bairro da Urca, motivaram o engenheiro Augusto Ferreira Ramos a idealizar um sistema teleférico que facilitasse o acesso ao cume do monte. Quando o bondinho foi construído, só existiam dois no mundo: o teleférico de Monte Ulia, na Espanha, com uma extensão de 280 metros e que foi construído em 1907; e o teleférico de Wetterhorn, na Suíça, com uma extensão de 560 metros, construído em 1908. Ramos teve de recorrer a figuras conhecidas da alta sociedade carioca, como Eduardo Guinle e Raymundo Ottoni de Castro Maya, para promover a ideia do teleférico.

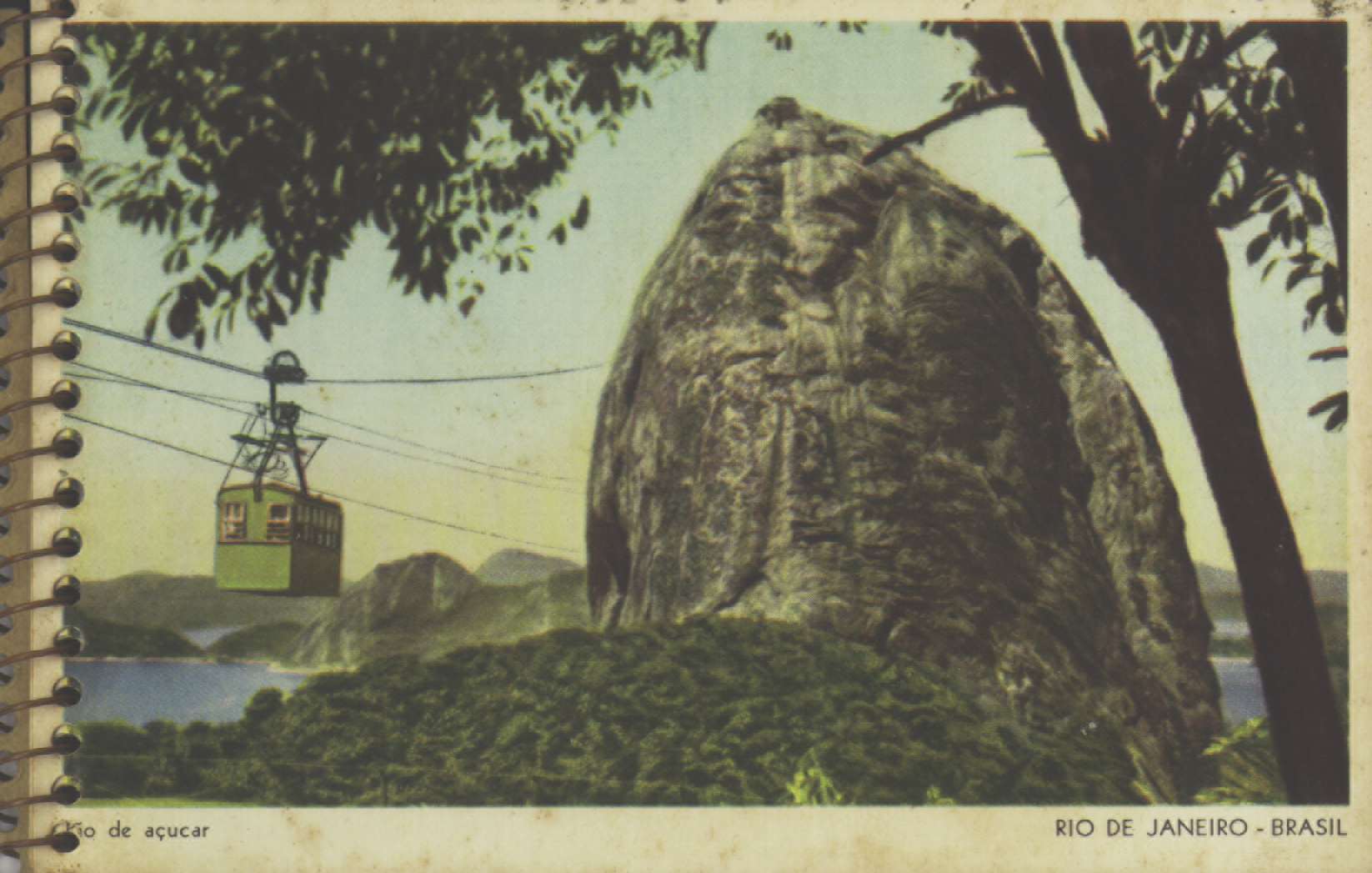
Imagem antiga colorida do bondinho (sem data, por Werner Haberkorn).

Para construir o teleférico, foram necessários mais de 400 operários-escaladores, cada um subindo com algumas peças para os topos dos morros da Urca e do Pão de Açúcar para que fossem montadas. Um guincho auxiliou na subida dos cabos de aço. Até hoje é possível ver os pinos que foram colocados por estes escaladores na rocha na subida pelo Costão do Pão de Açúcar. Os carrinhos, com capacidade para 22 pessoas, foram importados da Alemanha. À inauguração do bondinho, em 27 de outubro de 1912, o teleférico só subia da Praia Vermelha até o morro da Urca. Três meses depois, em 18 de janeiro de 1913, já ia até o alto do Pão de Açúcar.

### Expansão

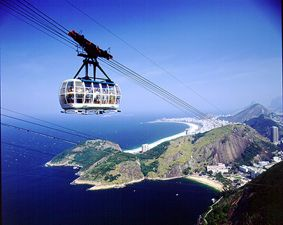
Bondinho em 2006.

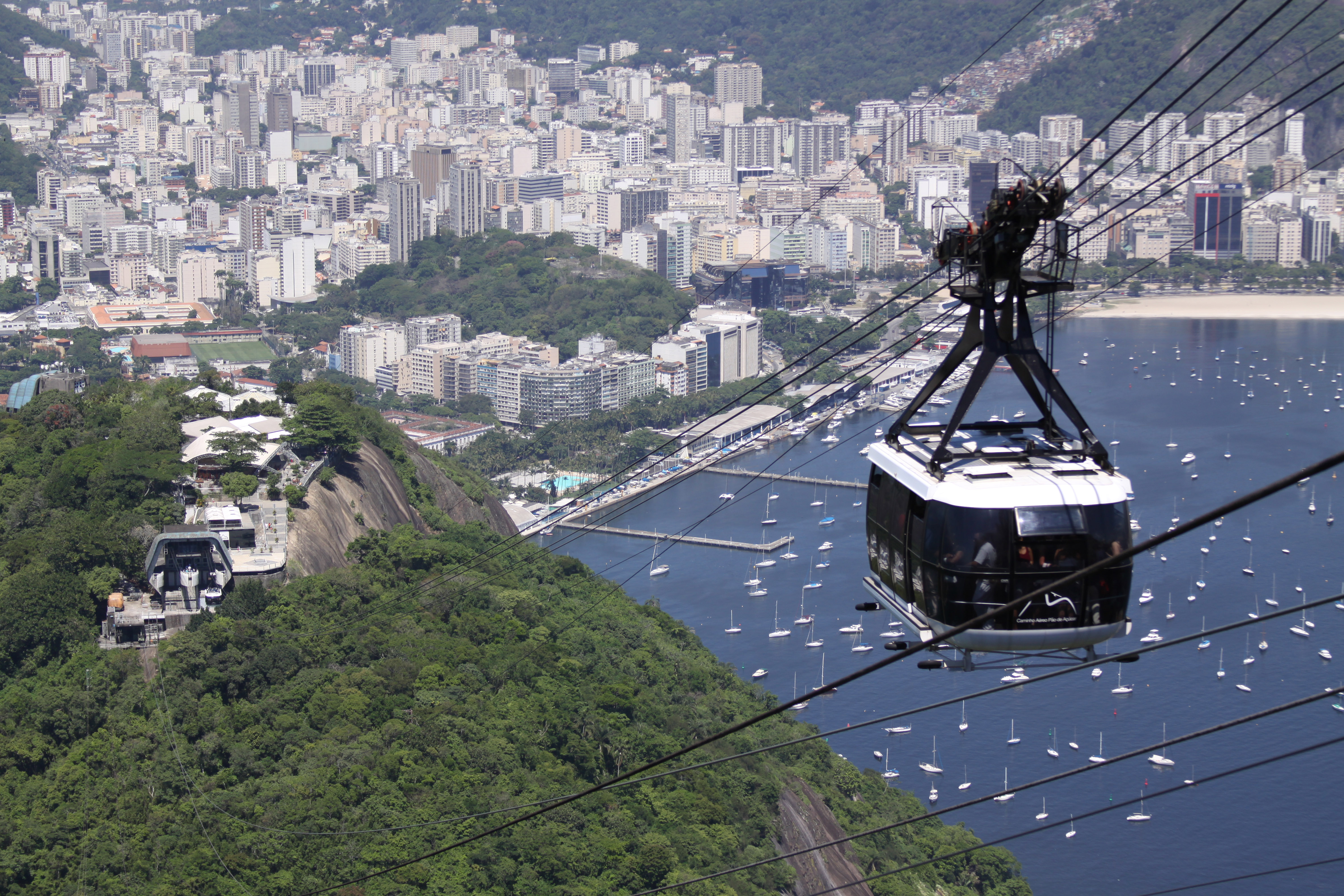
Bondinho em 2011.

Em outubro de 1972, uma segunda linha, paralela, foi inaugurada, e os cabos de aços e os bondinhos foram trocados. As novas cabines importadas da Itália tinham capacidade para 75 passageiros. Com mais espaço e dois bondes em funcionamento, o fluxo aumentou de 115 para 1 360 passageiros por hora. Posteriormente, a capacidade foi reduzida para 65 por questões de conforto.
O bondinho foi cenário do filme 007 Contra o Foguete da Morte, de 1979, no qual o agente secreto britânico James Bond (interpretado pelo ator Roger Moore) derrota seu inimigo Dentes de Aço, interpretado por Richard Kiel. Ainda em 1979, o equilibrista Steven McPeak caminhou sobre o cabo de aço, no trecho mais alto do percurso do bondinho.

### Século XXI
Em 2002, quando completou 90 anos, a data foi comemorada com um grande show do cantor Roberto Carlos, no Aterro do Flamengo. Em 2011, a estação da Urca foi escolhida para o lançamento do filme Harry Potter and the Deathly Hallows – Part 2, com direito à presença do ator Tom Felton. Em 2012, ano que completou 100 anos, foi homenageado pelo Google com um doodle.

## Funcionamento

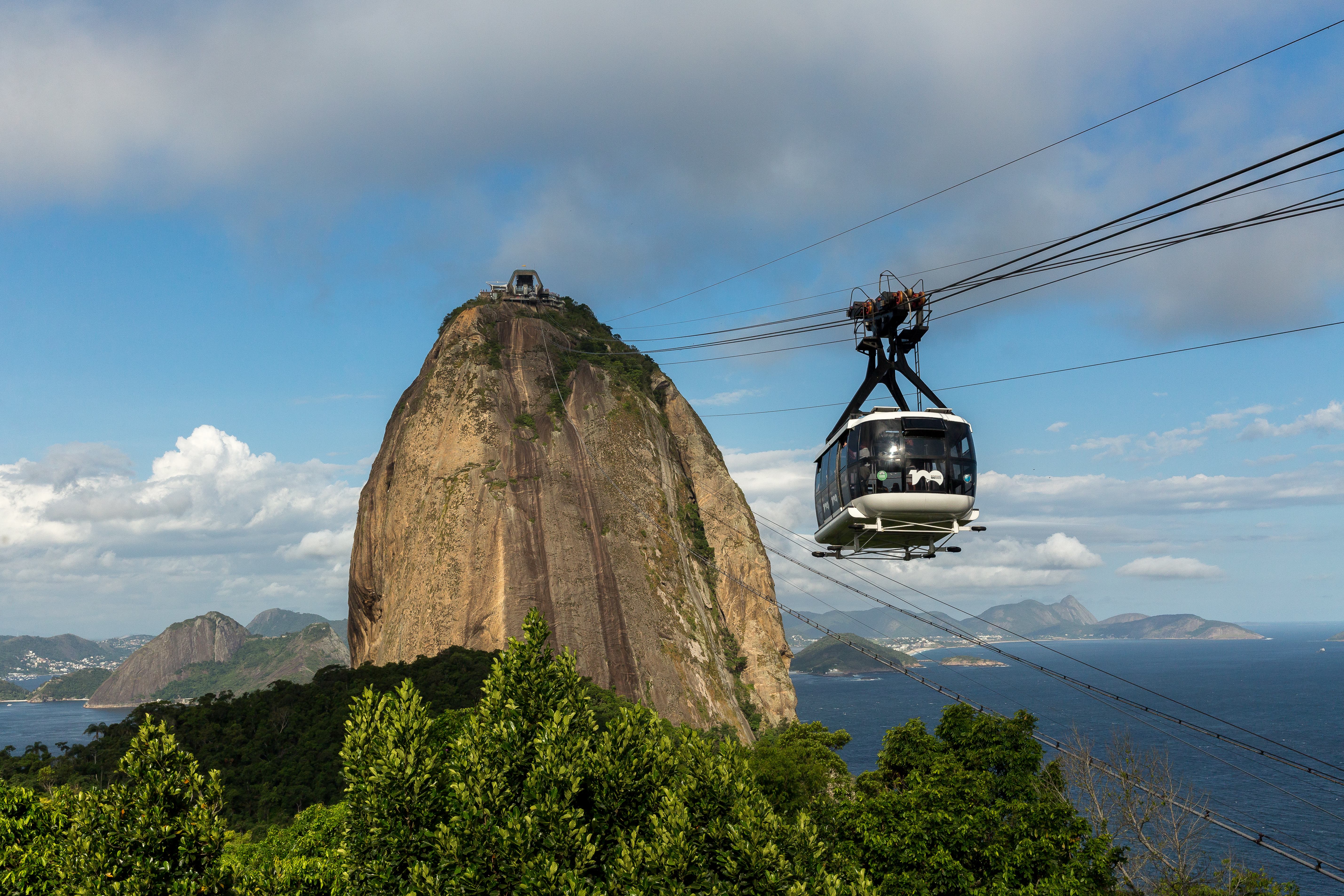
Bondinho do Pão de Açúcar.

O bondinho funciona das 8 às 20 horas ao longo de duas rotas: uma ligando a base do morro da Babilônia ao morro da Urca e outra ligando o morro da Urca ao pico do Pão de Açúcar.
A primeira linha (estação inicial - morro da Urca) possui extensão de 600 metros e a velocidade máxima durante a viagem é de 6 metros por segundo (21,6 quilômetros por hora). A segunda linha (morro da Urca - Pão de Açúcar) possui extensão de 850 metros e a velocidade máxima durante a viagem é de 10 metros por segundo (36 km/h).
A capacidade atual é de 65 passageiros por viagem. Como o trajeto de cada linha é realizado em aproximadamente 3 minutos, a capacidade do teleférico é de 1 200 passageiros por hora. Mais de 40 milhões de passageiros já circularam no bondinho.
O projeto original previa uma terceira ligação entre os morros de Urca e o da Babilônia, no Leme, descartada por cruzar uma área considerada de segurança nacional.